# Список призёров зимних Паралимпийских игр 2018
Ниже представлен список всех призёров зимних Паралимпийских игр 2018 года, проходящих в Пхёнчхане с 9 по 18 марта 2018 года. В соревнованиях принимают участие 49 стран, которые разыграют 80 комплекта медалей в пяти видов спорта.

## Биатлон

### Мужчины
| Соревнование                          | Золото                                           | Серебро                                          | Бронза                                                |
| ------------------------------------- | ------------------------------------------------ | ------------------------------------------------ | ----------------------------------------------------- |
| Мужчины: 7,5 км, сидя                 | Даниэль Кноссен (USA)                            | Дмитрий Лобан (BLR)                              | Коллин Кэмерон (CAN)                                  |
| Мужчины: 7,5 км, стоя                 | Бенжамин Давье (FRA)                             | Марк Арендс (CAN)                                | Игорь Рептюх (UKR)                                    |
| Мужчины: 7,5 км, с нарушением зрения  | Виталий Лукьяненко ведущий — Иван Марчушак (UKR) | Юрий Голуб ведущий — Дмитрий Будзилович (BLR)    | Анатолий Ковалевский ведущий — Александр Мукшин (UKR) |
| Мужчины: 12,5 км, сидя                | Тарас Радь (UKR)                                 | Даниэль Кноссен (USA)                            | Энди Соул (USA)                                       |
| Мужчины: 12,5 км, стоя                | Бенжамин Давье (FRA)                             | Игорь Рептюх (UKR)                               | Марк Арендс (CAN)                                     |
| Мужчины: 12,5 км, с нарушением зрения | Юрий Голуб ведущий — Дмитрий Будзилович (BLR)    | Александр Казик ведущий — Сергей Кучерявий (UKR) | Юрий Уткин ведущий — Руслан Перехода (UKR)            |
| Мужчины: 15 км, сидя                  | Мартин Флайг (GER)                               | Даниэль Кноссен (USA)                            | Коллин Кэмерон (CAN)                                  |
| Мужчины: 15 км, стоя                  | Марк Арендс (CAN)                                | Бенжамин Давье (FRA)                             | Нильс-Эрик Ульсет (NOR)                               |
| Мужчины: 15 км, с нарушением зрения   | Виталий Лукьяненко ведущий — Иван Марчушак (UKR) | Александр Казик ведущий — Сергей Кучерявий (UKR) | Энтони Шаланкон ведущий — Симон Вальверде (FRA)       |

### Женщины
| Соревнование                          | Золото                                         | Серебро                                        | Бронза                                           |
| ------------------------------------- | ---------------------------------------------- | ---------------------------------------------- | ------------------------------------------------ |
| Женщины: 6 км, сидя                   | Кендалл Гретш (USA)                            | Оксана Мастерс (USA)                           | Лидия Графеева (BLR)                             |
| Женщины: 6 км, стоя                   | Екатерина Румянцева (NPA)                      | Анна Миленина (NPA)                            | Людмила Ляшенко (UKR)                            |
| Женщины: 6 км, с нарушением зрения    | Михалина Лысова ведущий — Алексей Иванов (NPA) | Оксана Шишкова ведущий — Виталий Казаков (UKR) | Светлана Саханенко ведущий — Роман Яшчанка (BLR) |
| Женщины: 10 км, сидя                  | Андреа Эскау (GER)                             | Марта Зайнуллина (NPA)                         | Ирина Гуляева (NPA)                              |
| Женщины: 10 км, стоя                  | Екатерина Румянцева (NPA)                      | Анна Миленина (NPA)                            | Людмила Ляшенко (UKR)                            |
| Женщины: 10 км, с нарушением зрения   | Оксана Шишкова ведущий — Виталий Казаков (UKR) | Михалина Лысова ведущий — Алексей Иванов (NPA) | Клара Клюг ведущий — Мартин Хартль (GER)         |
| Женщины: 12,5 км, сидя                | Андреа Эскау (GER)                             | Оксана Мастерс (USA)                           | Лидия Графеева (BLR)                             |
| Женщины: 12,5 км, стоя                | Анна Миленина (NPA)                            | Екатерина Румянцева (NPA)                      | Бриттани Худак (CAN)                             |
| Женщины: 12,5 км, с нарушением зрения | Михалина Лысова ведущий — Алексей Иванов (NPA) | Оксана Шишкова ведущий — Виталий Казаков (UKR) | Клара Клюг ведущий — Мартин Хартль (GER)         |

## Горнолыжный спорт

### Мужчины
| Соревнование                                    | Золото                                              | Серебро                                                       | Бронза                                              |
| ----------------------------------------------- | --------------------------------------------------- | ------------------------------------------------------------- | --------------------------------------------------- |
| Мужчины: скоростной спуск, сидя                 | Эндрю Курка (USA)                                   | Таики Мории (JPN)                                             | Кори Питерс (NZL)                                   |
| Мужчины: скоростной спуск, стоя                 | Тео Гмюр (SUI)                                      | Артур Боше (FRA)                                              | Маркус Салхер (AUT)                                 |
| Мужчины: скоростной спуск, с нарушением зрения  | Мак Марку ведущий — Джек Леитч (CAN)                | Якуб Крако ведущий — Бранислав Брожман (SVK)                  | Джакомо Бертагнолли ведущий — Фабрицио Касаль (ITA) |
| Мужчины: слалом, сидя                           | Дино Соколович (CRO)                                | Тайлер Уолкер (USA)                                           | Фредерик Франсуа (FRA)                              |
| Мужчины: слалом, стоя                           | Адам Холл (AUT)                                     | Артур Боше (FRA)                                              | Джейми Стентон (USA)                                |
| Мужчины: слалом, с нарушением зрения            | Джакомо Бертагнолли ведущий — Фабрицио Касаль (ITA) | Якуб Крако ведущий — Бранислав Брожман (SVK)                  | Валерий Редкозубов ведущий — Евгений Героев (NPA)   |
| Мужчины: гигантский слалом, сидя                | Йеспер Педерсен (NOR)                               | Тайлер Уолкер (USA)                                           | Игор Сикорский (POL)                                |
| Мужчины: гигантский слалом, стоя                | Тео Гмюр (SUI)                                      | Алексей Бугаев (NPA)                                          | Алексис Гюимон (CAN)                                |
| Мужчины: гигантский слалом, с нарушением зрения | Джакомо Бертагнолли ведущий — Фабрицио Касаль (ITA) | Якуб Крако ведущий — Бранислав Брожман (SVK)                  | Мак Марку ведущий — Джек Леитч (CAN)                |
| Мужчины: супергигант, сидя                      | Курт Отуэй (CAN)                                    | Эндрю Курка (USA)                                             | Фредерик Франсуа (FRA)                              |
| Мужчины: супергигант, стоя                      | Тео Гмюр (SUI)                                      | Артур Боше (FRA)                                              | Маркус Салхер (AUT)                                 |
| Мужчины: супергигант, с нарушением зрения       | Якуб Крако ведущий — Бранислав Брожман (SVK)        | Джакомо Бертагнолли ведущий — Фабрицио Касаль (ITA)           | Мирослав Хараус ведущий — Марос Худик (SVK)         |
| Мужчины: суперкомбинация, сидя                  | Ероен Кампсрёр (NED)                                | Фредерик Франсуа (FRA)                                        | Йеспер Педерсен (NOR)                               |
| Мужчины: суперкомбинация, стоя                  | Алексей Бугаев (NPA)                                | Артур Боше (FRA)                                              | Адам Холл (NZL)                                     |
| Мужчины: суперкомбинация, с нарушением зрения   | Мирослав Хараус ведущий — Марос Худик (SVK)         | Йон Сантакана Майстегуи ведущий — Мигель Галиндо Гарсес (ESP) | Валерий Редкозубов ведущий — Евгений Героев (NPA)   |

### Женщины
| Соревнование                                    | Золото                                              | Серебро                                             | Бронза                                         |
| ----------------------------------------------- | --------------------------------------------------- | --------------------------------------------------- | ---------------------------------------------- |
| Женщины: скоростной спуск, сидя                 | Анна Шаффелхубер (GER)                              | Момока Мураока (JPN)                                | Лори Стивенс (USA)                             |
| Женщины: скоростной спуск, стоя                 | Мари Боше (FRA)                                     | Андреа Ротфусс (GER)                                | Молли Джепсен (CAN)                            |
| Женщины: скоростной спуск, с нарушением зрения  | Генриета Фаркашова ведущий — Наталия Шубртова (SVK) | Милли Найт ведущий — Бретт Уайлд (GBR)              | Элеонор Сана ведущий — Хлое Сана (BEL)         |
| Женщины: слалом, сидя                           | Анна-Лена Форстер (GER)                             | Момока Мураока (JPN)                                | Хейке Эдер (AUT)                               |
| Женщины: слалом, стоя                           | Мари Боше (FRA)                                     | Молли Джепсен (CAN)                                 | Андреа Ротфусс (GER)                           |
| Женщины: слалом, с нарушением зрения            | Менна Фицпатрик ведущий — Дженнифер Кехо (GBR)      | Генриета Фаркашова ведущий — Наталия Шубртова (SVK) | Милли Найт ведущий — Бретт Уайлд (GBR)         |
| Женщины: гигантский слалом, сидя                | Момока Мураока (JPN)                                | Линда ван Импелен (NED)                             | Клаудия Лёш (AUT)                              |
| Женщины: гигантский слалом, стоя                | Мари Боше (FRA)                                     | Андреа Ротфусс (GER)                                | Молли Джепсен (CAN)                            |
| Женщины: гигантский слалом, с нарушением зрения | Генриета Фаркашова ведущий — Наталья Шубртова (SVK) | Менна Фицпатрик ведущий — Дженнифер Кехо (GBR)      | Мелисса Перрин ведущий — Крисчен Гейгер (AUS)  |
| Женщины: супергигант, сидя                      | Анна Шаффелхубер (GER)                              | Клаудия Лёш (AUT)                                   | Момока Мураока (JPN)                           |
| Женщины: супергигант, стоя                      | Мари Боше (FRA)                                     | Андреа Ротфусс (GER)                                | Алана Рамзи (CAN)                              |
| Женщины: супергигант, с нарушением зрения       | Генриета Фаркашова ведущий — Наталия Шубртова (SVK) | Милли Найт ведущий — Бретт Уайлд (GBR)              | Менна Фицпатрик ведущий — Дженнифер Кехо (GBR) |
| Женщины: суперкомбинация, сидя                  | Анна-Лена Форстер (GER)                             | Анна Шаффелхубер (GER)                              | Момока Мураока (JPN)                           |
| Женщины: суперкомбинация, стоя                  | Молли Джепсен (CAN)                                 | Андреа Ротфусс (GER)                                | Алана Рамзи (CAN)                              |
| Женщины: суперкомбинация, с нарушением зрения   | Генриета Фаркашова ведущий — Наталия Шубртова (SVK) | Менна Фицпатрик ведущий — Дженнифер Кехо (GBR)      | Мелисса Перрин ведущий — Крисчен Гейгер (AUS)  |

## Кёрлинг на колясках
| Соревнование     | Золото | Серебро  | Бронза |
| ---------------- | ------ | -------- | ------ |
| Смешанный турнир | Китай  | Норвегия | Канада |

## Лыжные гонки

### Мужчины
| Соревнование                                                    | Золото                                        | Серебро                                          | Бронза                                        |
| --------------------------------------------------------------- | --------------------------------------------- | ------------------------------------------------ | --------------------------------------------- |
| Мужчины: спринт 1,1 км, сидя                                    | Энди Соул (USA)                               | Дмитрий Лобан (BLR)                              | Даниэль Кноссен (USA)                         |
| Мужчины: спринт классическим стилем 1,5 км, стоя                | Александр Колядин (KAZ)                       | Ёсихиро Нитта (JPN)                              | Марк Арендс (CAN)                             |
| Мужчины: спринт классическим стилем 1,5 км, стоя                | Александр Колядин (KAZ)                       | Ёсихиро Нитта (JPN)                              | Илкка Туомисто (FIN)                          |
| Мужчины: спринт классическим стилем 1,5 км, с нарушением зрения | Брайан Маккивер ведущий — Грем Нисикава (CAN) | Себастиан Модин ведущий — Робин Брюнтессон (SWE) | Эйрик Бюе ведущий — Арвид Нельсон (NOR)       |
| Мужчины: 10 км, сидя                                            | Син Ый Хён (KOR)                              | Даниэль Кноссен (USA)                            | Максим Яровый (UKR)                           |
| Мужчины: 10 км, стоя                                            | Ёсихиро Нитта (JPN)                           | Григорий Вовчинский (UKR)                        | Марк Арендс (CAN)                             |
| Мужчины: 10 км, с нарушением зрения                             | Брайан Маккивер ведущий — Грем Нисикава (CAN) | Джейк Адикофф ведущий — Сойер Киссильхайм (USA)  | Юрий Голуб ведущий — Дмитрий Будзилович (BLR) |
| Мужчины: 15 км, сидя                                            | Максим Яровый (UKR)                           | Даниэль Кноссен (USA)                            | Син Ый Хён (KOR)                              |
| Мужчины: 20 км, стоя                                            | Игорь Рептюх (UKR)                            | Бенжамин Давье (FRA)                             | Хокон Олсруд (NOR)                            |
| Мужчины: 20 км, с нарушением зрения                             | Брайан Маккивер ведущий — Грем Нисикава (CAN) | Юрий Голуб ведущий — Дмитрий Будзилович (BLR)    | Тома Кларион ведущий — Антуан Болле (FRA)     |

### Женщины
| Соревнование                                                    | Золото                                           | Серебро                                        | Бронза                                           |
| --------------------------------------------------------------- | ------------------------------------------------ | ---------------------------------------------- | ------------------------------------------------ |
| Женщины: спринт 1,1 км, сидя                                    | Оксана Мастерс (USA)                             | Андреа Эскау (GER)                             | Марта Зайнуллина (NPA)                           |
| Женщины: спринт классическим стилем 1,5 км, стоя                | Анна Миленина (NPA)                              | Вильде Ниотсен (NOR)                           | Натали Уилки (CAN)                               |
| Женщины: спринт классическим стилем 1,5 км, с нарушением зрения | Светлана Саханенко ведущий — Роман Яшчанка (BLR) | Михалина Лысова ведущий — Алексей Иванов (NPA) | Оксана Шишкова ведущий — Виталий Казаков (UKR)   |
| Женщины: 5 км, сидя                                             | Оксана Мастерс (USA)                             | Андреа Эскау (GER)                             | Марта Зайнуллина (NPA)                           |
| Женщины: 5 км, стоя                                             | Натали Уилки (CAN)                               | Екатерина Румянцева (NPA)                      | Эмили Янг (CAN)                                  |
| Женщины: 5 км, с нарушением зрения                              | Светлана Саханенко ведущий — Роман Яшчанка (BLR) | Михалина Лысова ведущий — Алексей Иванов (NPA) | Карина Эдлингер ведущий — Джулиан Эдлингер (AUT) |
| Женщины: 12 км, сидя                                            | Кендалл Гретш (USA)                              | Андреа Эскау (GER)                             | Оксана Мастерс (USA)                             |
| Женщины: 15 км, стоя                                            | Екатерина Румянцева (NPA)                        | Анна Миленина (NPA)                            | Людмила Ляшенко (UKR)                            |
| Женщины: 15 км, с нарушением зрения                             | Светлана Саханенко ведущий — Роман Яшчанка (BLR) | Оксана Шишкова ведущий — Виталий Казаков (UKR) | Михалина Лысова ведущий — Алексей Иванов (NPA)   |

### Командные соревнования
| Соревнование       | Золото | Серебро                                                                         | Бронза                                                            |
| ------------------ | --- | ------------------------------------------------------------------------------- | ----------------------------------------------------------------- |
| Смешанная эстафета | Украина - Юрий Уткин ведущий — Руслан Перехода - Людмила Ляшенко - Юлия Батенкова-Бауман - Оксана Шишкова ведущий — Виталий Казаков | Канада - Натали Уилки - Эмили Янг - Крис Клебль - Марк Арендс                   | Германия - Андреа Эскау - Штеффен Лемкер - Александер Элер        |
| Открытая эстафета  | Франция - Бенжамин Давье - Энтони Шаланкон ведущий — Симон Вальверде - Тома Кларион ведущий — Антуан Болле                          | Норвегия - Нильс-Эрик Ульсет - Хокон Олсруд - Эйрик Бюе ведущий — Арвид Нельсон | Канада - Коллин Кэмерон - Брайан Маккивер ведущий — Грем Нисикава |

## Парасноуборд

### Мужчины
| Соревнование                         | Золото                  | Серебро                | Бронза                  |
| ------------------------------------ | ----------------------- | ---------------------- | ----------------------- |
| Мужчины: банкед-слалом, стоя SB-UL   | Майк Майнор (USA)       | Патрик Майрхофер (AUT) | Саймон Пэтмор (AUS)     |
| Мужчины: банкед-слалом, стоя SB-LL1  | Ноа Эллиотт (USA)       | Майк Шульц (USA)       | Бруно Босняк (CRO)      |
| Мужчины: банкед-слалом, стоя SB-LL2  | Гуриму Нарита (JPN)     | Эван Стронг (USA)      | Матти Суур-Хамари (FIN) |
| Мужчины: сноуборд-кросс, стоя SB-UL  | Саймон Пэтмор (AUS)     | Мануэль Поццерли (ITA) | Майк Майнор (USA)       |
| Мужчины: сноуборд-кросс, стоя SB-LL1 | Майк Шульц (USA)        | Крис Вос (NED)         | Ноа Эллиотт (USA)       |
| Мужчины: сноуборд-кросс, стоя SB-LL2 | Матти Суур-Хамари (FIN) | Кит Гэйбил (USA)       | Гуриму Нарита (JPN)     |

### Женщины
| Соревнование                         | Золото               | Серебро               | Бронза                |
| ------------------------------------ | -------------------- | --------------------- | --------------------- |
| Женщины: банкед-слалом, стоя SB-LL1  | Бренна Хакаби (USA)  | Сесиль Эрнандес (FRA) | Эми Пёрди (USA)       |
| Женщины: банкед-слалом, стоя SB-LL2  | Бибиан Ментель (NED) | Бриттани Кори (USA)   | Лиза Баншотен (NED)   |
| Женщины: сноуборд-кросс, стоя SB-LL1 | Бренна Хакаби (USA)  | Эми Пёрди (USA)       | Сесиль Эрнандес (FRA) |
| Женщины: сноуборд-кросс, стоя SB-LL2 | Бибиан Ментель (NED) | Лиза Баншотен (NED)   | Астрид Фина (ESP)     |

## Следж-хоккей
| Соревнование     | Золото | Серебро | Бронза           |
| ---------------- | --- | --- | ---------------- |
| Смешанный турнир | США Тайлер Кэррон Стивен Кэш Ральф ДеКвебек Трэвис Додсон Деклан Фэрмер Ноа Гроув Билли Хэннинг—младший Никко Ландерос Джен Ли Люк Макдермотт Кевин Макки Джошуа Мисевич Адам Пейдж Джош Полс Рико Роман Броди Ройбал Джек Уоллес | Канада Роб Армстронг Стив Арсенолт Брэд Боуден Билли Бриджес Дом Коццолино Бен Делани Адам Диксон Данн Джеймс Джеймс Джеммелл Тайрон Генри Лиам Хикки Доминик Ларок Тайлер Макгрегор Брайан Шоломицки Корбин Смит Корбин Ватсон Грег Уэстлейк | Республика Корея |